# 2058
2058 (ММLVIII) е обикновена година, започваща във вторник според григорианския календар. Тя е 2058-ата година от новата ера, петдесет и осмата от третото хилядолетие и деветата от 2050-те.